# Leaburu

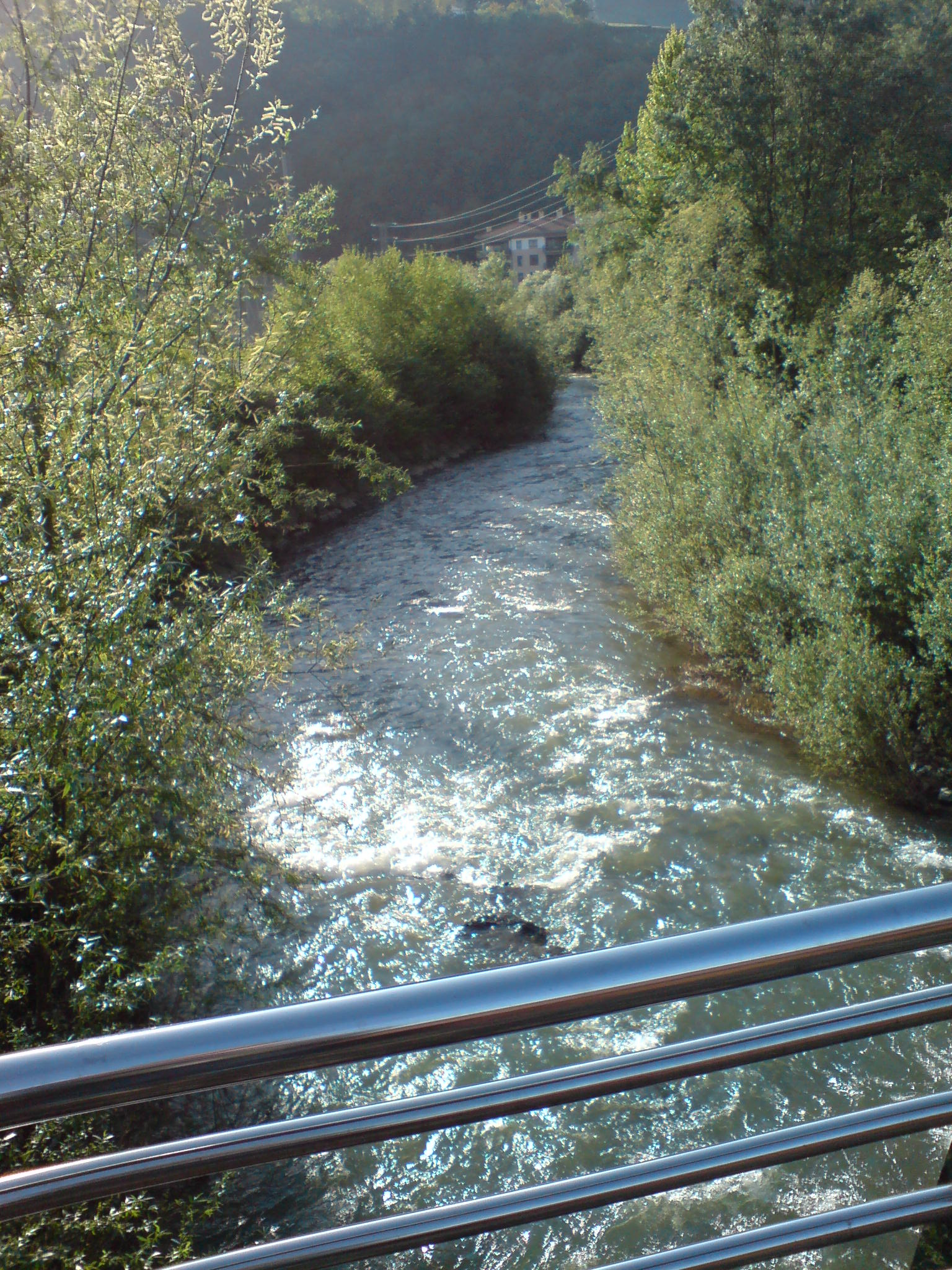
La rivière Araxes

Leaburu est une commune du Guipuscoa dans la communauté autonome du Pays basque en Espagne.

## Géographie
La municipalité se situe dans la partie centre-orientale de la province du Gipuzkoa, dans les entrailles du mont Erroispe et entre les vallées d'Araxe et de Berastegi.

## Histoire
Leaburu a été uni à ville de Tolosa en 1374. Cette union a été confirmée en 1379 par le roi Jean II de Castille dans les Cortés de Burgos. Bien que dépendant dans beaucoup d'aspects de la ville tolosane, Leaburu a maintenu ses limites et jouissait de ses montagnes et d'une administration économique indépendante.
Malgré plusieurs tentatives de séparation, celle-ci ne s'est pas produite jusqu'au milieu du XIXe siècle quand, en vertu de la loi sur les mairies, Leaburu s'est transformé en municipalité avec son propre maire.
Vers le milieu du XIXe siècle (1856), on a installé dans la vallée de l'Araxe, avec le quartier de Charama, une fabrique de pate à papier d'Araxe, une des premières industries du secteur. La corbeille à papier a notamment altéré les modes de vie en Charama, bien que ne se sont pas transformés en excès le mode de vie rurale du reste de Leaburu. Le quartier de Charama a commencé à croître jusqu'à transformer l'actuelle municipalité aux deux noyaux (binuclear).
En 1966, les municipalités de Leaburu et de Gaztelu se sont unies pour former la municipalité de « Leaburu-Gaztelu », mais plusieurs décennies plus tard (en 1995) ces deux municipalités ce sont séparées de nouveau.
Durant ces dernières années, la municipalité a changé son nom officiel par celui de Leaburu-Txarama, pour garder le caractère binucléaire de la municipalité et l'identification des habitants de Charama avec ce dernier. Cette démarche se trouve actuellement en cours, ainsi quelques administrations comme la Députation Statutaire du Guipuscoa utilisent déjà la nouvelle dénomination, tandis que d'autres comme l'État Central continuent à utiliser celle, ancienne, de Leaburu.
En juillet 2001, Leaburu est apparu au premier plan des informations par un attentat mortel qu'a commis l'organisation terroriste ETA dans cette commune. La victime a été Mikel Uribe, un membre de l'Ertzaintza  (police autonome basque), natif de cette même ville.

## Démographie
| 1900 | 1910 | 1920 | 1930 | 1940 | 1950 | 1960 | 1970 | 1981 | 1991 | 2000 | 2005 |
| ---- | ---- | ---- | ---- | ---- | ---- | ---- | ---- | ---- | ---- | ---- | ---- |
| 351  | 429  | 439  | 482  | 519  | 567  | 640  | 846  | 725  | 567  | 350  | 364  |

## Administration
| 2007 | Mari Kruz Agirre (Bide Berriak)       |
| 2003 | José Cruz Goñi (alcalde en funciones) |
| 1999 | José Cruz Goñi (Euskal Herritarrok)   |
| 1995 | José Cruz Goñi (Herri Batasuna)       |

## Personnalités
- Angel Arrospide : aizkolari (bucheron), né à Leaburu.